# Gedenkstätte Grunwald

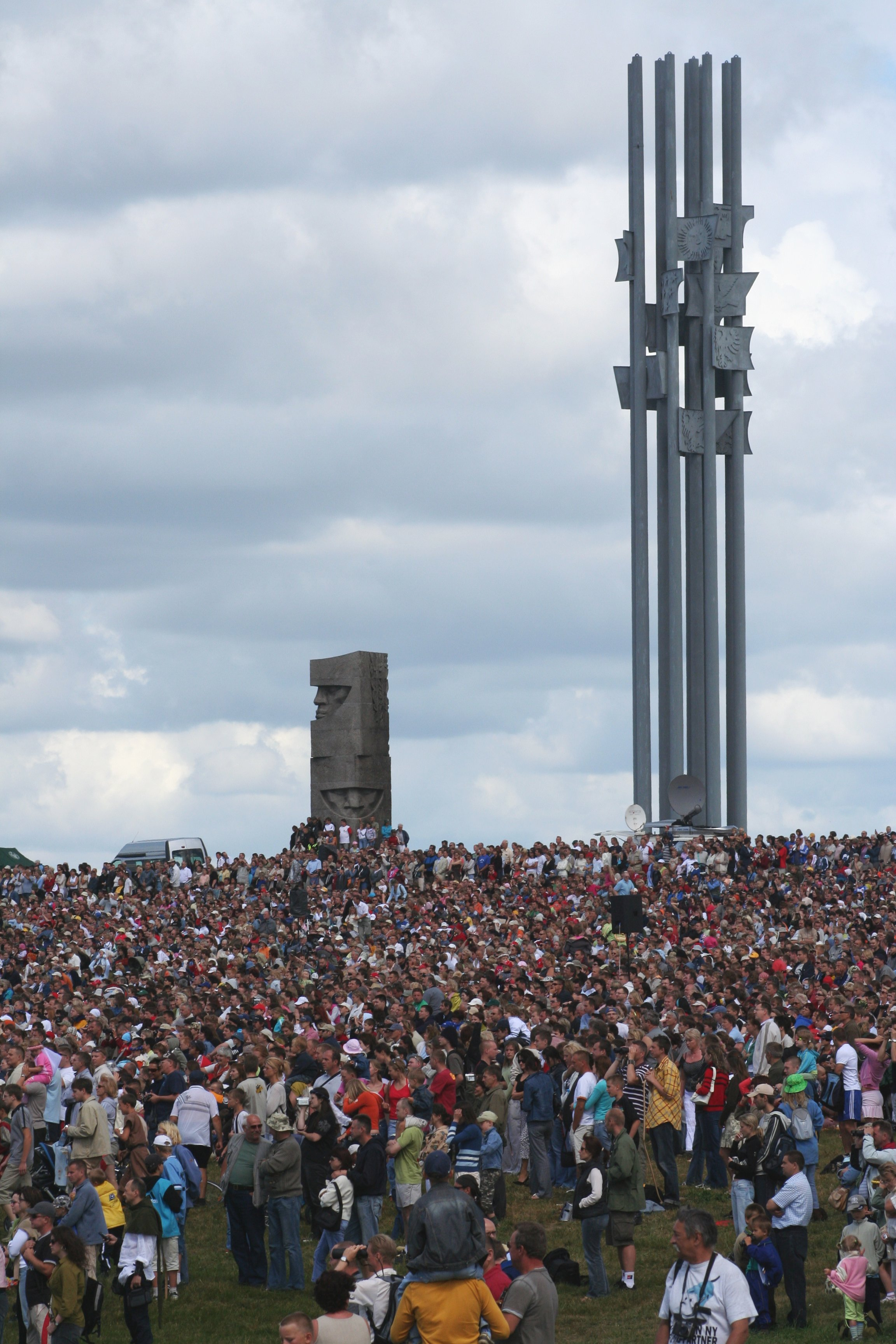
Gedenkstättenbesucher 2006

Die Gedenkstätte Grunwald ist eine nationale polnische Gedenkstätte bei Grunwald, die an die Schlacht bei Tannenberg 1410 erinnern soll. Sie stellt im polnischen Nationalbewusstsein einen bedeutenden Ort dar.

## Geschichte
Bereits vor der Wiedererrichtung des polnischen Staates wurde am 15. Juli 1910, also dem 500. Jahrestag der Schlacht, das Grunwalddenkmal in Krakau errichtet. Die Errichtung fand unter großer Geheimhaltung statt und stiftete eine polnische Identität in einem dreigeteilten Land. Bei der Errichtung des Denkmals wurde bereits Erde vom damals in Preußen gelegenen Schlachtfeld zur Aufschüttung des Sockels verwendet.
Im geteilten Polen wurde die Schlacht seit dem 19. Jahrhundert als Schlacht bei Grunwald zum Nationalmythos, der half, in den Zeiten der Russifizierungs- bzw. Germanisierungspolitik der Teilungsmächte die polnische kulturelle Identität zu bewahren. Als ein Reflex auf den polnischen Korridor dürfte das Tannenberg-Denkmal in Ostpreußen in gleicher Weise gesehen werden. Am Ende des Zweiten Weltkriegs gelangte das Schlachtfeld nun in polnischen Besitz. Schon im Jahr 1945 wurden die ersten archäologischen Untersuchungen durchgeführt. Bei dieser Gelegenheit fand man auch die Fundamente der Marienkapelle auf dem Kapellenberg wieder, und der Jungingenstein wurde niedergelegt. Die Gedenkstätte wurde am 15. Juli 1960, dem 550. Jahrestag der Schlacht feierlich eingeweiht.

## Monumente auf dem Schlachtfeld
- Granitobelisk mit Gesichtszügen von Kämpfern, der an das Westerplatte-Denkmal erinnert, 1953 zum 10. Jahrestag der polnischen Volksarmee aufgestellt
- Fahnenmastwald aus elf, ca. 30 m hohen Fahnenmasten mit den Symbolen der polnischen, litauischen und ukrainischen Einheiten
- Reste des Grunwalddenkmals von Krakau
- Gedenkstein für den König Władysław II. Jagiełło
- Gedenkstein des polnischen Soldateneides (30. Jahrestag 1973)
- Amphitheater mit Sitzplätzen
- überdimensionales Modell mit bunten Steinen, das die Schlachtordnung wiedergibt
- Museum mit Kino und Ausstellungsstücken
- Besucherzentrum mit Geschäften für Merchandising

Aus vorpolnischer Zeit findet sich hier noch:
- Marienkapelle
- Jungingenstein

## Gedenkveranstaltungen
Zum Jahrestag der Schlacht wird die Schlacht von tausenden freiwilligen Komparsen nachgestellt, meist begleitet von einem Staatsakt mit Politikern aus Polen, Litauen, Belarus und der Ukraine.

## Bilder

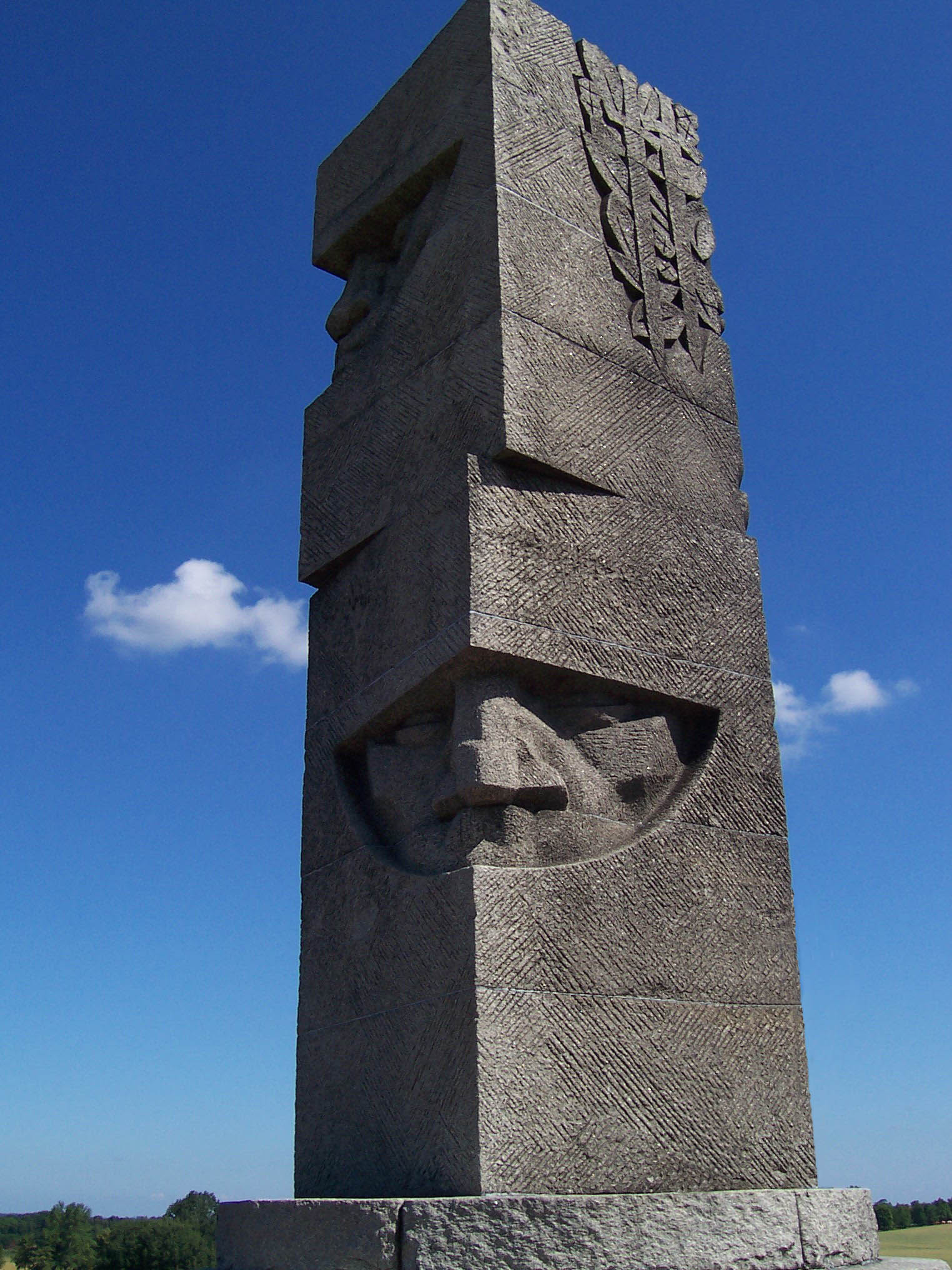
Obelisk
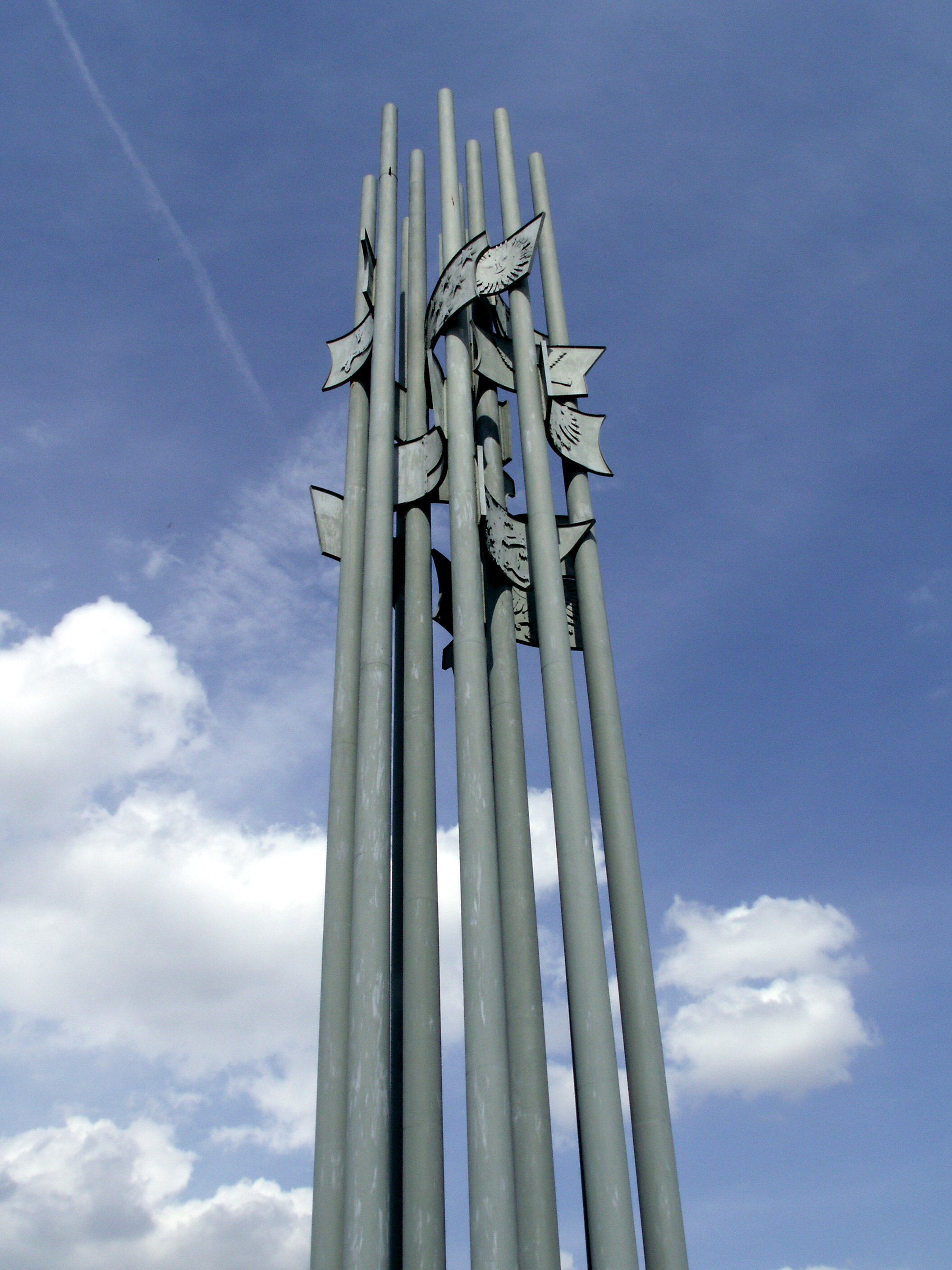
Fahnenmasten
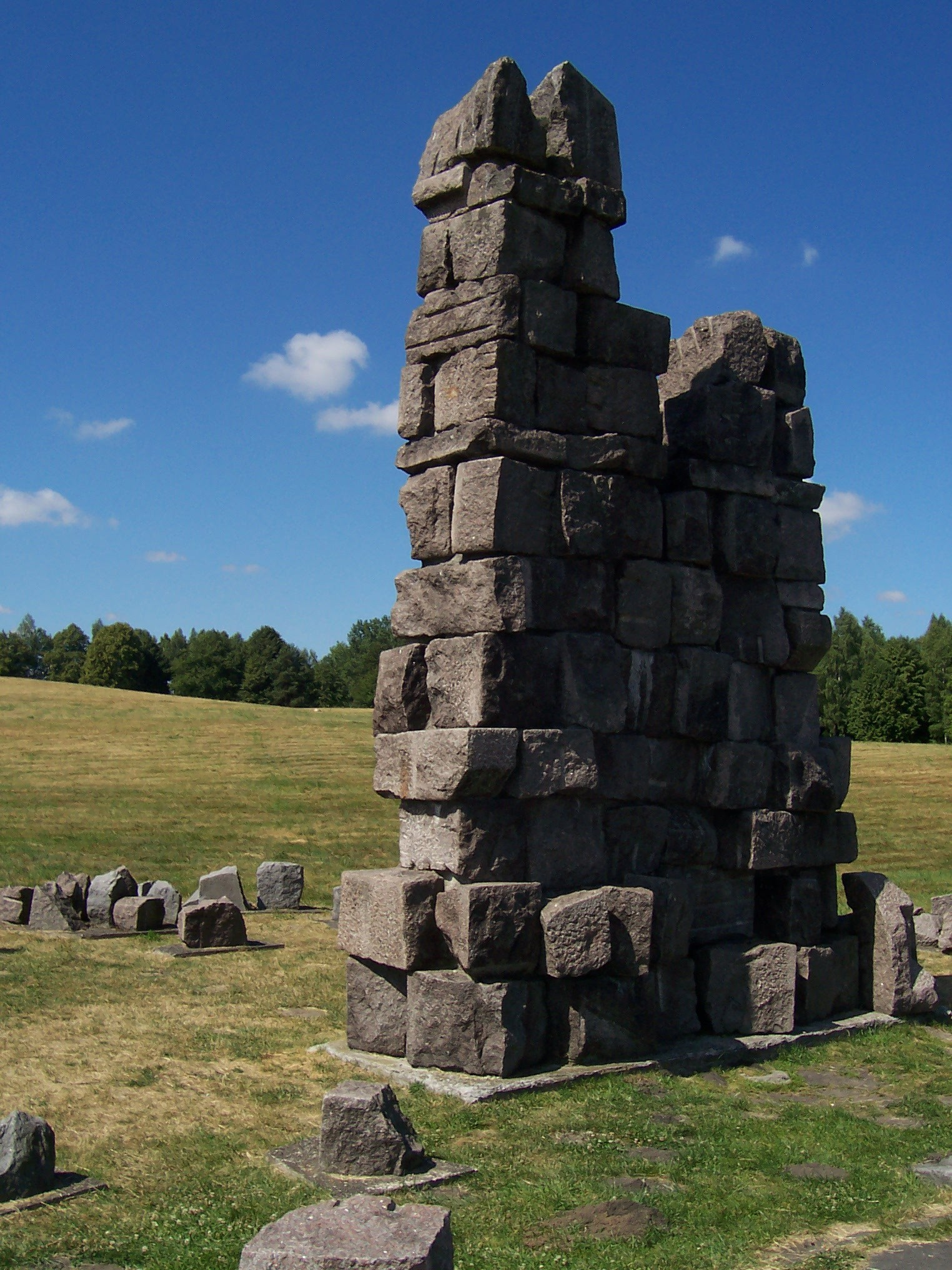
Reste des Krakauer Grunwalddenkmals
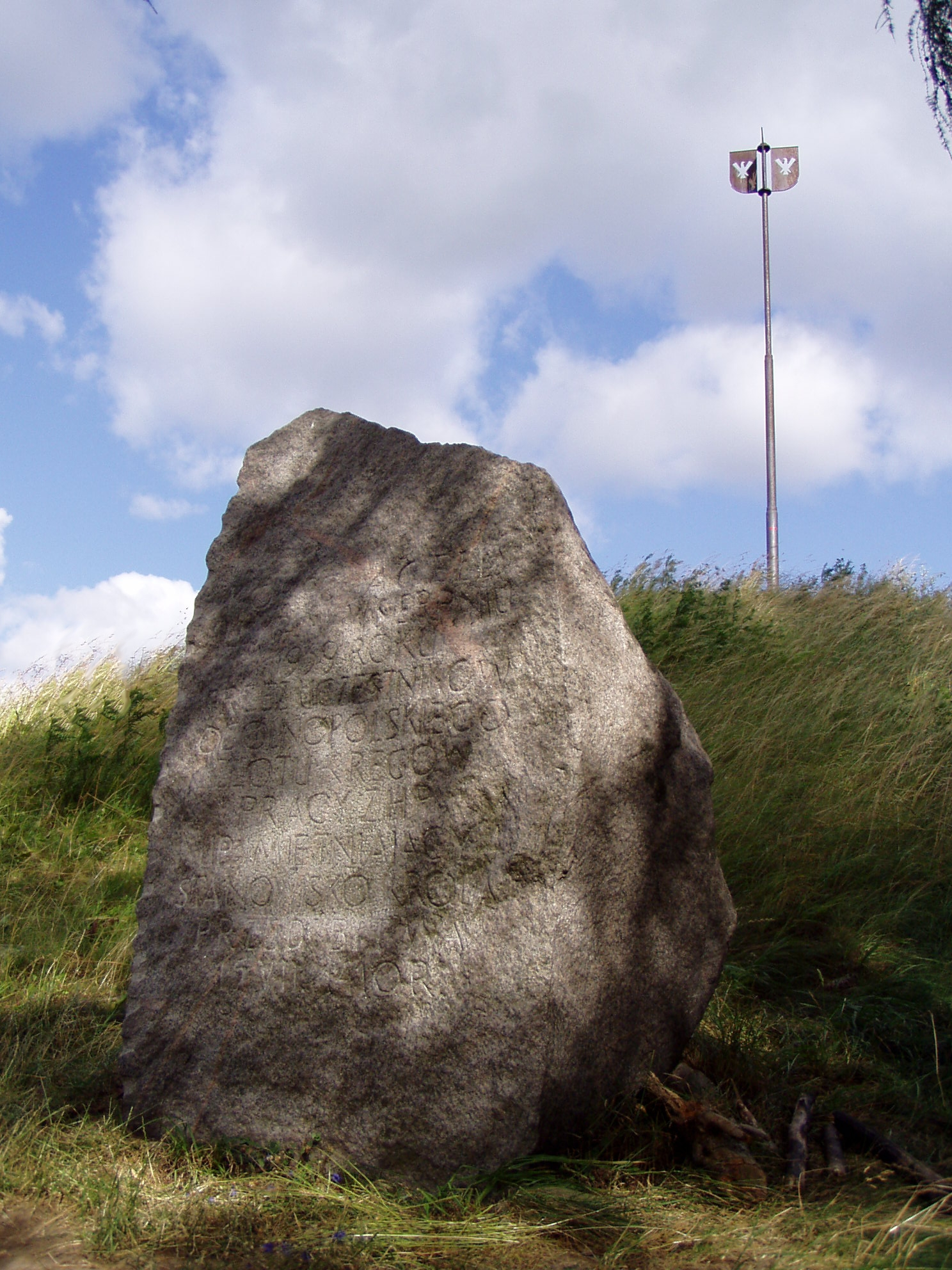
Gedenkstein für König Władysław II. Jagiełło
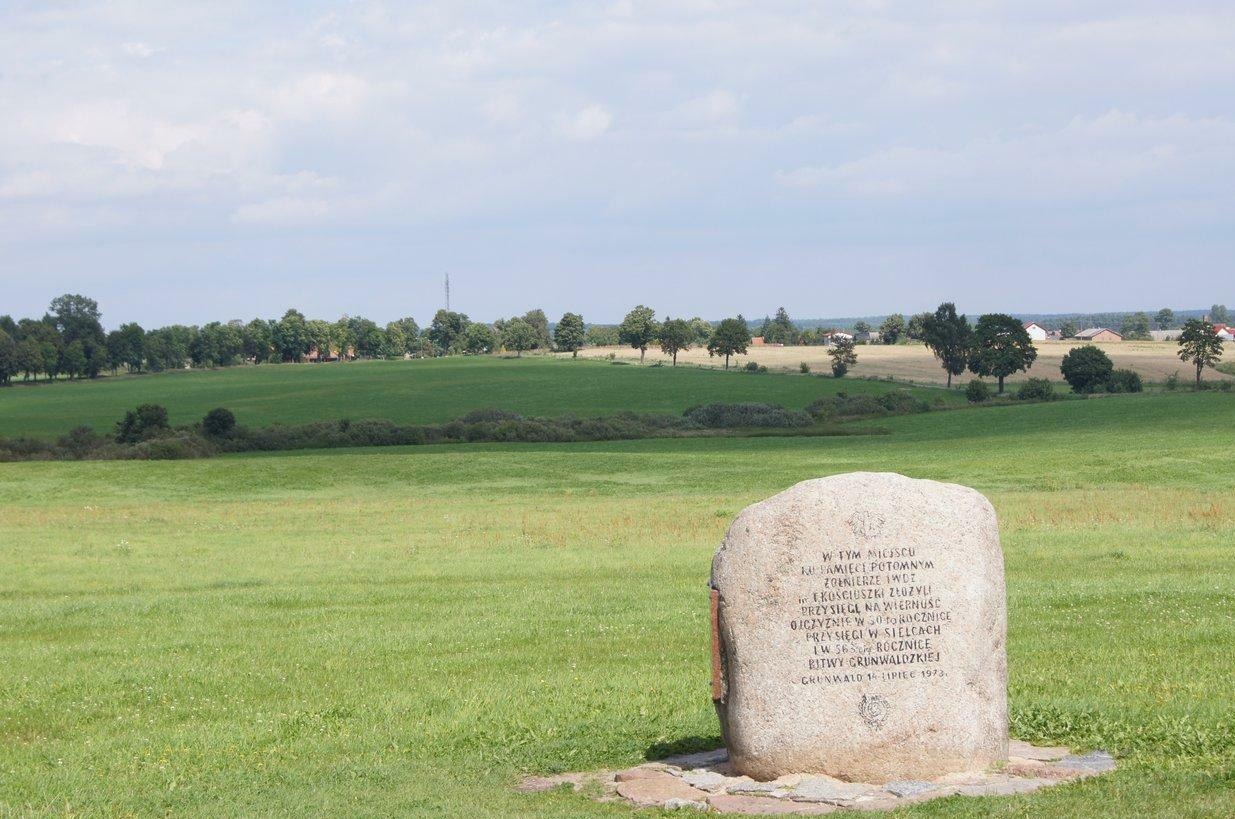
Polnischer Soldateneid 1973
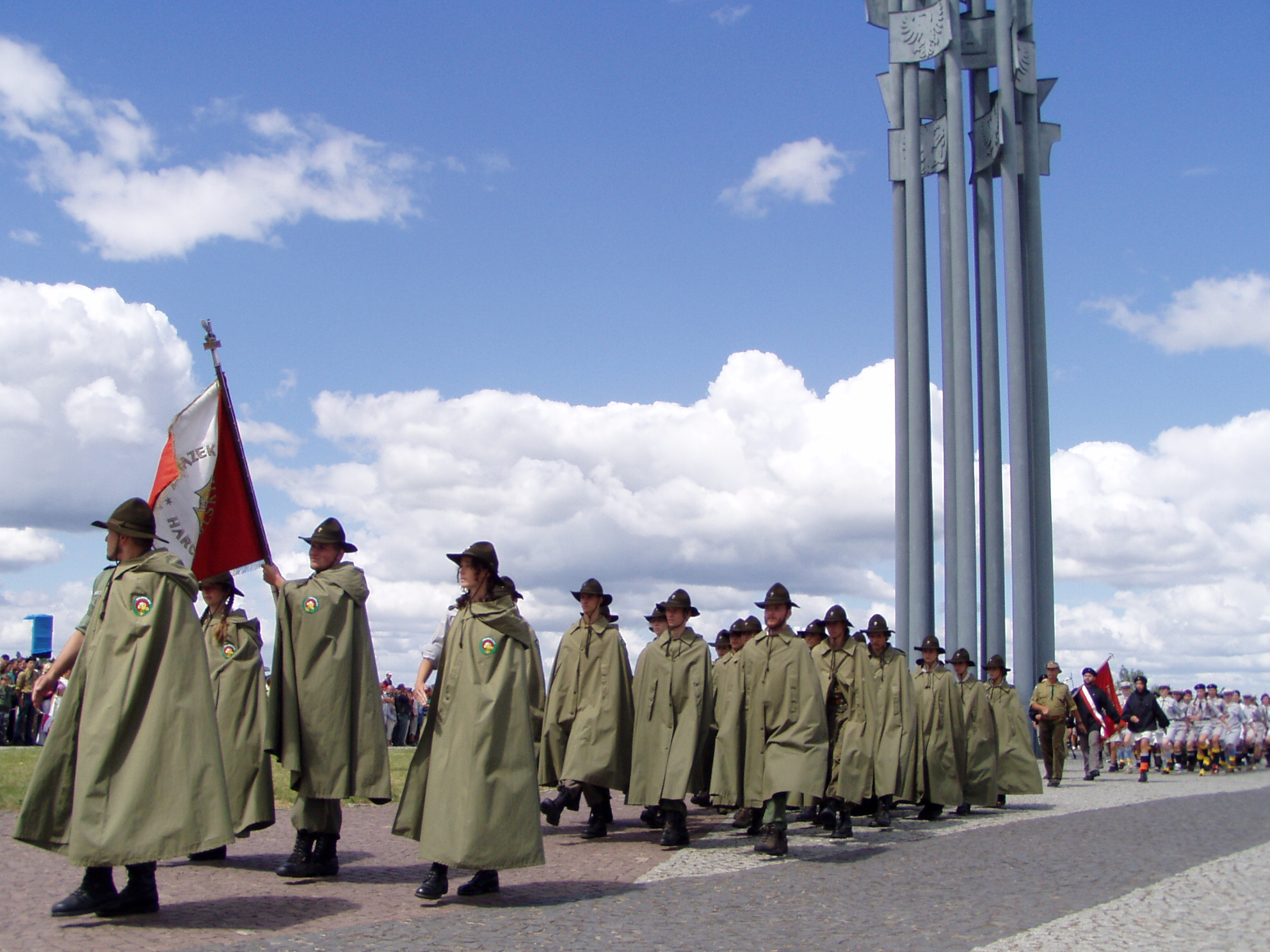
Polnische Pfadfinder defilieren am Denkmal
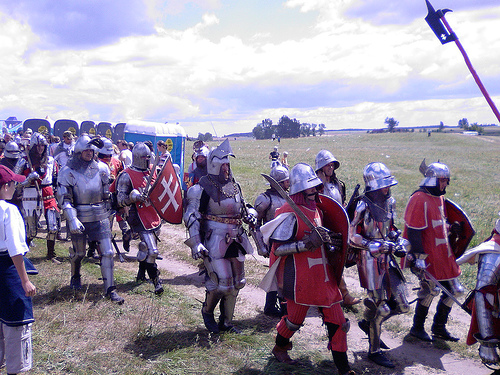
Festspiele zum Jahrestag